# Krchleby (ort i Tjeckien, Olomouc)
Krchleby är en ort i Tjeckien.   Den ligger i regionen Olomouc, i den östra delen av landet, 180 km öster om huvudstaden Prag. Krchleby ligger 483 meter över havet och antalet invånare är 190.
Terrängen runt Krchleby är kuperad åt nordväst, men åt sydost är den platt. Runt Krchleby är det ganska glesbefolkat, med 27 invånare per kvadratkilometer. Närmaste större samhälle är Šumperk, 18,8 km nordost om Krchleby. I omgivningarna runt Krchleby växer i huvudsak blandskog.